# Festivals athéniens

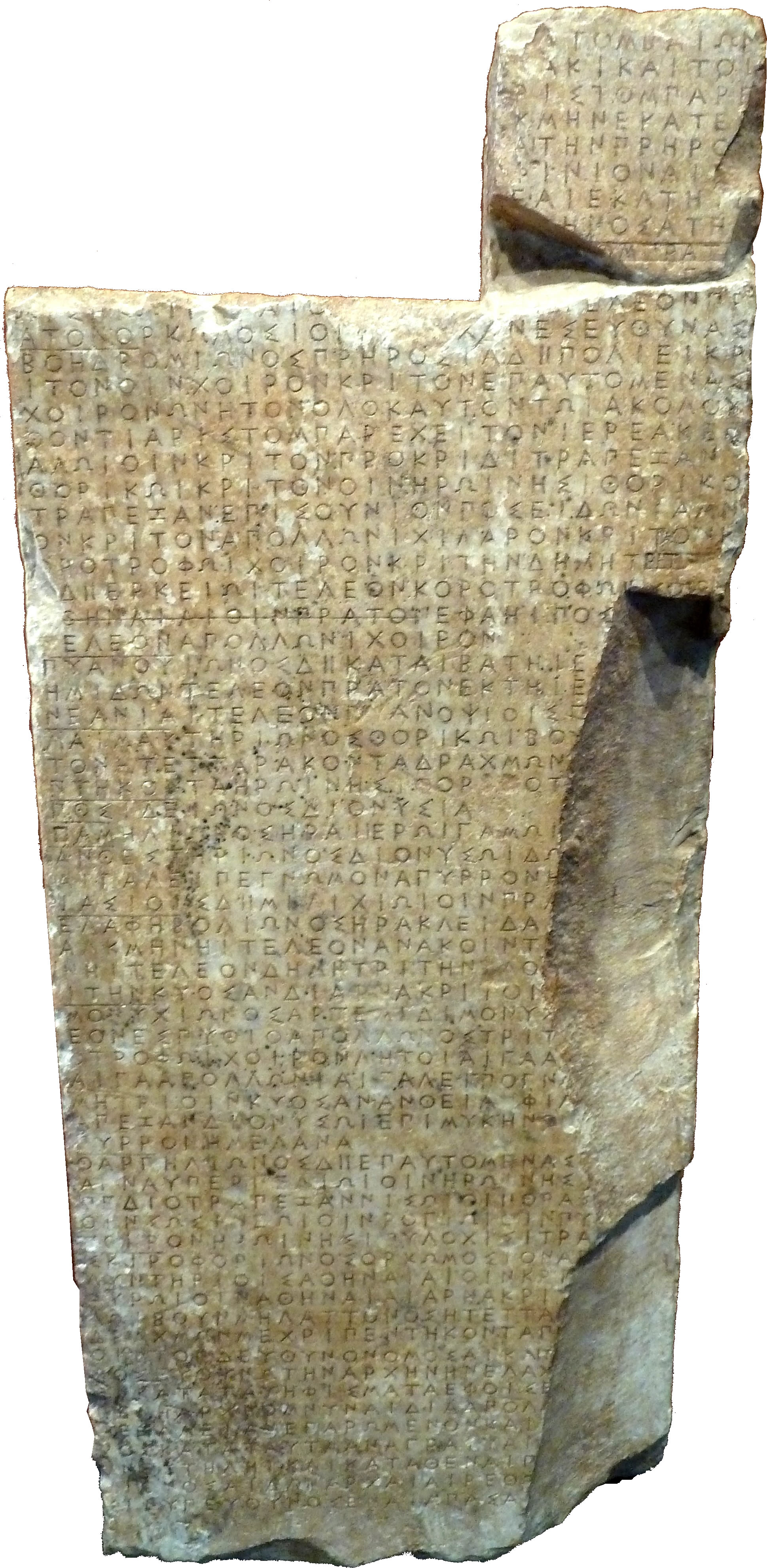
Calendrier religieux de Thorikos (440-430 av. J.-C.) - Liste des sacrifices et des offrandes à faire chaque mois. Par exemple, à l'Anthestérion (février), un chevreau fauve ou noir doit être sacrifié à Dionysos.

Le calendrier des fêtes de l'Athènes classique prévoyait l'organisation de nombreux festivals chaque année. Il s'agit notamment de festivals organisés à Athènes en l'honneur d'Athéna, de Dionysos, d'Apollon, d'Artémis, de Déméter, de Perséphone, d'Hermès et d'Héraclès. D'autres festivals athéniens étaient basés sur la famille, la citoyenneté, le sacrifice et les femmes.
Les fêtes d'Athènes, indissolublement civiques et religieuses, étaient très nombreuses et particulièrement brillantes, au point que Périclès, dans l'éloge funèbre des citoyens morts de la polis qu'il proclame, selon Thucydide, compte parmi les attraits de la cité « ces concours et ces fêtes qui se succèdent tout au long de l'année. »
Dans les années 430 av. J.-C., ces fêtes pouvaient totaliser environ 120 jours, ce qui conduit l'auteur de la République des Athéniens (vers 445-412 av. J.-C.) à se plaindre qu'Athènes célèbre plus de fêtes que toute autre cité grecque.
Tous les festivals contribuent à l'exaltation des sentiments religieux ainsi que du patriotisme, de la foi dans les dieux et de la fierté nationale.
Seule la guerre peut interrompre le cycle de ces grands rassemblements périodiques, ou du moins en diminuer leur splendeur. C'est pourquoi Aristophane dans La Paix montre le moment où les efforts des paysans de l'Attique l'ont enfin fait sortir de la grotte où elle gisait sous les pierres, escortée par deux « dames d'honneur », Opóra, déesse des récoltes, et Théoria, la déesse des spectacles et des fêtes. Le bien-être de la paix, pour un Athénien du siècle de Périclès, c'est d'abord l'abondance matérielle et la joie des grandes fêtes ou panégyries.
La plupart, sinon la totalité, de ces fêtes comportent des jeux organisés sous forme de concours (agones) : des concours de gymnastique et d'athlétisme presque toujours, mais aussi des concours lyriques et musicaux, des concours dramatiques de comédie et de tragédie, et parfois même des concours de beauté, c'est-à-dire de stature et d'équilibre, tant chez les hommes que chez les femmes.
Pendant la guerre du Péloponnèse, une réforme du calendrier, effectuée pour rétablir l'alignement entre les mois lunaires et les années solaires, entraîne certaines modifications dans la célébration des fêtes. 

## Calendrier religieux d'Athènes
L'année officielle - civile et religieuse - commence à Athènes en juillet, au mois d'Hécatombéon, et se termine en juin, au mois de Scirophorion. Voici une liste des mois et des fêtes célébrées durant chacun d'eux.

### Hécatombéon
Le mois d'Hécatombéon  est d'abord appelé Cronion, parce que le 12, dans la joie de la récolte qui vient de s'achever, est célébrée la fête de Cronos, père de Zeus, et celle de son épouse Rhéa, la mère des dieux.
Krónia (el), comme les Saturnales à Rome, réunit maîtres et serviteurs dans chaque famille pour une fête joyeuse et bruyante, mais la fête a aussi un caractère public et national.
Le 16 du même mois, on célèbre le sacrifice de la sinoikía, commémorant le synœcisme accomplit par Thésée, origine lointaine de l'unité de l'Attique et de la puissance athénienne. 
À la fin de l'Hécatombéon se déroule la grande fête nationale d'Athéna, la sainte patronne de la ville, les Panathénées, la fête de tous les habitants de la cité. Cette fête annuelle dure deux jours, mais tous les quatre ans, elle est célébrée avec une solennité particulière et dure au moins quatre jours. Dans les concours de gymnastique, qui consistent principalement en des courses aux flambeaux (lampadédromies), les athlètes vainqueurs reçoivent de l'huile provenant des oliviers sacrés d'Athéna dans des amphores dites panathénaïques, dont la décoration comprend, d'un côté, Athéna Promachos (« celle qui combat en première ligne ») debout entre deux colonnes et, de l'autre côté, la représentation du concours (par exemple la course à pied) dans lequel le prix a été remporté.
Elle est suivie de la procession (représentée en marbre sur la frise du Parthénon) qui, partant de Céramique, le quartier des potiers à Athènes, traverse le centre d'Athènes pour porter à l'acropole, en toute solennité, le péplos brodé chaque année par des jeunes femmes sélectionnées et destiné à habiller la statue de culte d'Athéna. Les prêtres et toutes les corporations de la ville, y compris les représentants des métèques, forment une longue procession, accompagnés d'éphèbes à cheval.
Une fois sur l'acropole, devant l'ancien temple d'Athéna Poliade (protectrice de la ville), quatre bœufs et quatre agneaux sont sacrifiés. Plus tard, sur le grand autel devant le Parthénon, sont abattues autant de vaches que nécessaire pour nourrir toute la ville, et c'est sans doute cette hécatombe qui a donné au mois son nom d'Hécatombéon. 

### Métageitnion
En Métageitnion (août), les festivités de Metagitnia sont organisées en l'honneur de Zeus, bien que cela soit à peine mentionné dans les documents. Elles comprennent les Éleusinies (les 15-18), les Jeux olympiques antiques et les Héracléennes athéniennes.

### Boédromion
En Boédromion (septembre), sont célébrés les Mystères d'Éleusis et les Boédromies, la fête d'Apollon Boedromios, « celui qui accourt à un appel à l’aide » au combat. Lors de cette fête, un sacrifice et une procession ont lieu.

### Pyanepsion
Le mois le plus festif est Pyanepsion (octobre).
Le 7, sont célébrées les Pyanepsies en l'honneur d'Apollon, une fête des semailles aux rites très anciens et curieux.
Un plat de fèves (pianoi) et d'autres légumes mélangés à de la farine de blé tendre sont offerts au dieu, puis une branche d'olivier, l'eirésioné, entourée de laine et chargée de prémices de fruits, un talisman de fertilité, est portée en procession, tandis qu'un joyeux cortège de garçons chante : 

« L'eirésioné porte des figues, de grandes miches de pain, un petit pot de miel, de l'huile pour l'onction, la coupe de vin pur qui enivre et apaise »

Une autre procession similaire à celle-ci a lieu à l'Anthestérion, en l'honneur de Dionysos : lors des Anthestéries un cortège d'adolescents, mené par deux garçons (amfithaleîs), porte des pampres de vigne chargés de grappes de raisin. Sacrifice et libation sont faits au cri du rite liturgique de l'« eleleu iu iu ». Plus tard, sont organisées des danses et des courses entre éphèbes.
Les 11, 12 et 13 de ce mois ont lieu les Thesmophories, la fête de Déméter (en grec moderne : Θεσμοφόρια / Thesmophória, qui veille à la fois sur les semailles dans les champs et sur la fertilité des femmes. Seules les femmes mariées y participent, les hommes étant totalement exclus. Les femmes se préparent à cette fête en s'abstenant de tout contact sexuel pendant quelques jours.
Le premier jour, appelé Anodos (ascension), les restes des objets sacrés qui avaient été enterrés quatre mois plus tôt (porcelets, figurines d'organes sexuels et serpents) sont mis au jour. Ce rite de magie agraire est similaire à celui pratiqué en l'honneur d'Athéna par deux jeunes filles appelées arrhéphores.
Le deuxième jour, appelé Nesteia (jeûne), les femmes s'abstenaient de manger.
Lors de la troisième, appelée Calligeneia (belle génération), ils offrent à Déméter toutes sortes de fruits de la terre, ainsi que des bouillons et du fromage, puis se font des blagues obscènes, manipulent des figurines représentant l'organe féminin, mangent des graines de grenade et se flagellent avec des branches vertes ; tous ces rites sont censés favoriser la fertilité. 
Les Apaturias, fête civique des phratries, durent également trois jours. Pendant les deux premiers jours, des sacrifices et des banquets ont lieu. Le troisième jour, appelé Cureotis, les pères de famille présentent aux membres de leur phratrie les enfants légitimes nés dans l'année afin qu'ils puissent être légalement enregistrés. Chacun d'eux immole un mouton ou une chèvre sur l'autel de Zeus Fratrios et d'Athéna Fratria. 
Le 30 de Pyanepsion, Athéna Ergane (ouvrière), déesse des artisans, et Héphaïstos, dieu des forgerons, sont honorés dans la Calkeia par les bronziers (calkeis) et les autres guildes. Les ouvriers aiment offrir à Athéna un produit de leur industrie, une œuvre d'art réalisée spécialement pour la déesse.
Des dédicaces de ce style à Athéna Ergane ont été trouvées : par exemple, celle d'un certain Bacchius, dont l'épitaphe montre qu'il était potier et avait remporté le premier prix d'un concours d'artisans : « Bacchius l'a offert (cet ex-voto) comme premier prix à Athéna Ergane après avoir été couronné par ses compagnons de thiase. »

### Maimactérion
En Maimactérion (novembre), les Maimactéries (el) sont célébrées, ce qui est à peine mentionné dans les sources. Les Maimactéries se déroulent en l'honneur de Zeus Maimaktos, un surnom de Zeus signifiant orageux et turbulent.

### Poséidéon
Au mois de Poséidéon (décembre), la fête des Haloa (de halos, aire de battage ou champ cultivé) est destinée à protéger le grain qui germe dans la terre, tout comme les Thesmophories sont destinées à encourager les semailles. Des sacrifices sont faits à Déméter, à sa fille Coré, ainsi qu'à Poséidon, qui a donné son nom à ce mois et qui était un dieu chthonien (Gaioceocos) avant de devenir le dieu de la mer. Les hommes n'étaient pas du tout impliqués dans la Haloa, à l'exception de quelques magistrats qui surveillaient les cérémonies. Cependant, les courtisanes étaient admises, bien qu'elles soient exclues des Thesmophories. L'organe reproducteur masculin, le phallus, semble avoir été au centre de ces rites : un vase conservé à Londres montre une femme versant une poudre provenant d'une boîte sur des phallus en argile plantés dans le sol comme des épis de blé. Le phallus est de la plus haute importance dans les fêtes de Dionysos, qui sont regroupées (du moins les plus anciennes) dans les mois d'hiver.
Dans ces fêtes de Dionysoss rurales ou agraires, célébrées lors de Poséidéon, une procession campagnarde fait défiler solennellement le phallus derrière le porteur de panier (canéphore).

## Thargélion
Durant ce mois, on célèbre les Plyntéria et les Kallyntéria.